# Boso w parku

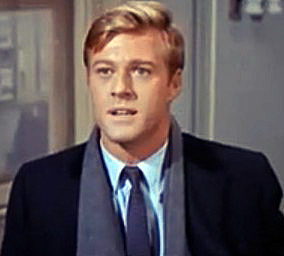
Robert Redford w scenie z filmu

Boso w parku (ang. Barefoot in the Park) – amerykański film z 1967 roku w reżyserii Gene’a Saksa, na podstawie sztuki Neila Simona z 1963 roku Barefoot in the Park.

## Nagrody i nominacje
| Nazwa nagrody | Wygrane       | Nominacje                                           |
| ------------- | ------------- | --------------------------------------------------- |
| Oscar         | bez rezultatu | 1968 Najlepsza aktorka drugoplanowa Mildred Natwick |
| BAFTA         | bez rezultatu | 1968 Najlepsza aktorka zagraniczna Jane Fonda       |

## Wyróżnienia
| Rok wyróżnienia | Amerykański Instytut Filmowy                                   | Miejsce     |
| --------------- | -------------------------------------------------------------- | ----------- |
| 2002            | Lista 100 najlepszych amerykańskich melodramatów wszech czasów | 96. miejsce |